# 泰西修·贝尔托内
達濟斯·貝爾托內，SDB（義大利語：Tarcisio Bertone；1934年12月2日—）是意大利籍天主教主教級樞機、弗拉斯卡蒂羅馬城郊教區領銜主教、慈幼會會士、聖座榮休國務樞機卿及宗座總務榮休樞機。

## 生平

### 早期生活
貝爾托內於1934年12月2日在意大利羅馬諾卡納韋塞出生。1960年7月1日，在慈幼會晉鐸。他擁有天主教法典學博士學位。從1967年，他曾擔任教授特殊道德神學在宗座慈幼大學。在1976年，他被任命為天主教法典教授，擔任這職位直到1991年。於1978年，他在羅馬宗座拉特朗大學任公共教會法客座教授。

### 晉牧
1991年8月1日晉牧，並被時任教宗若望·保祿二世任命為韋爾切利總教區總主教。1995年至2002年間任聖座信理部秘書。2002年12月10日出任熱那亞總教區總主教。

### 擢升樞機
2003年10月21日，被時任教宗若望·保祿二世冊封為司鐸級樞機。他曾參與2005年教宗選舉秘密會議，當時選出的是教宗本篤十六世。2006年9月15日起擔任聖座國務樞機卿。2006年6月26日，他被授予意大利共和國勳章。
2007年4月4日起兼任總務樞機。2008年5月10日，再被時任教宗本篤十六世冊封為主教級樞機，領弗拉斯卡蒂羅馬城郊教區主教銜。他是信理部、東方教會部、禮儀及聖事部、萬民福音部、聖職部和主教部的成員。

### 教宗選舉秘密會議
教宗本篤十六世於2013年2月28日因健康問題辭職後，出現宗座出缺，貝爾托內以羅馬聖教會總司庫身份擔任羅馬教區宗座署理。直到翌月12日進行教宗選舉秘密會議選出伯格里奧（方濟各）為新任教宗，及同月19日舉行的教宗就職禮為止。他並且有資格參與這次教宗選舉。

### 榮休
2013年10月15日由伯多祿·帕羅林樞機接替出任聖座國務樞機卿。直到2014年12月20日榮休，及由若望-類斯·托朗樞機接替成為總務樞機。

## 牧徽

泰西修·贝尔托内枢机牧徽

## 荣誉

### 外国勋章奖章
- 圣雅各之剑大十字勋章（葡萄牙語：Ordem Militar de Sant'Iago da Espada）（葡萄牙，2010年5月11日公布[3]）